# Эйч Пи Бакстер
Эйч Пи Ба́кстер (нем. H. P. Baxxter), имя при рождении Ханс Пе́тер Ге́рдес (нем. Hans Peter Geerdes; род. 16 марта 1964, Лер, ФРГ) — вокалист и фронтмен немецкой группы Scooter. Он основал эту группу в 1993 году вместе с Риком Джорданом, Феррисом Бюллером и Йенсом Теле. Также в 1985–1992 годах являлся фронтменом группы Celebrate the Nun.

## Биография, карьера
Ханс Петер Гердес родился и вырос в небольшом городке на севере Германии — Лере. С детства увлекался музыкой, но его пристрастия кардинально отличались от нынешних — ему не нравилась танцевальная музыка, а увлекался он такими исполнителями, как Ричи Блэкмор и Билли Айдол (которому он даже внешне стал подражать, осветлив волосы в 1980-х годах).
Бакстер проучился в течение одного семестра на Юридическом факультете, обучаясь торговым операциям. Но ради занятий музыкой он бросил учёбу, и пошёл работать в звукозаписывающую компанию. Однако затем он всё же окончил колледж и получил высшее образование. В 1986 году Эйч Пи познакомился в Ганновере с музыкантом Риком Джорданом. Тогда же они организовали синти-поп-группу Celebrate the Nun. В состав группы также входила сестра Бакстера — Бритт Максиме, которая занималась созданием текстов к песням, исполняла бэк-вокал, а также спела две сольные песни. Две песни коллектива заняли высокие места в американских танцевальных чартах Billboard. По некоторым сведениям, в группе Эйч Пи не только пел, но также иногда играл на синтезаторе.
В 1991 году Celebrate the Nun распалась. Бакстер и Рик потеряли друг друга из виду на полтора года. Бакстер в Гамбурге знакомится с Йенсом Теле, который вскоре стал основателем и владельцем крупнейшего в Германии танцевального лейбла (Kontor Records). Примерно в этот же период Эйч Пи знакомится с творчеством британской техно группы The KLF, и его взгляды на музыку, тяготевшие к року, направлению, близкому к Depeche Mode, кардинально изменились.
В 1993 году Бакстер и Рик вновь объединяются в ремикс-команду The Loop!. Туда же вошёл Йенс и двоюродный брат Бакстера Феррис Бюллер. В конце года, когда The Loop! на одном из концертов представил публике помимо ремиксов несколько своих инструментальных треков, Эйч Пи стал заводить толпу, кричать «Hyper! Hyper!» Именно таким образом появился знаменитый дебютный сингл Scooter. Было решено организовать новую группу, которая и получила это название. Дальнейшая творческая судьба Бакстера тесно связана с группой Scooter, лицом которой он является.
Эйч Пи издал аудиокнигу «Liest Erzahlungen Von Thomas Bernhard» на CD в 2004 году в рамках проекта «Reading Stars». Там он на немецком языке читает рассказы Томаса Бернхарда, австрийского писателя. Также участвовал в 2005 году в стороннем музыкальном проекте и в 2007 году в проекте «80’s Flashback» под номером 8 — Eisbär (Harris & H.P. Baxxter).
30 июля 2009 года во время съёмок клипа «J’adore Hardcore» на испанском острове Мальорка Эйч Пи Бакстер чудом избежал гибели. Бакстер обратился в испанскую полицию в связи с ограблением его номера в гостинице. В участке не оказалось сотрудников, владевших английским или немецким языками. В поисках переводчика музыкант зашёл в один из баров. Через некоторое время после его ухода в полицейском участке был совершён террористический акт, организованный баскской группировкой ЭТА. Прогремел взрыв в городе Пальма Нова во второй половине дня. Была взорвана машина, припаркованная вблизи полицейского участка. Двое полицейских погибли, ещё несколько человек было ранено.
25 января 2013 года у Эйч Пи вышел первый сольный сингл под названием «Who The Fuck Is H.P. Baxxter?», который был спродюсирован артистом под псевдонимом Jerome. Работа выполнена в жанре «electro-house», написана специально для сольного клубного тура Бакстера в 2013 году «Who The Fuck Is H.P. Baxxter? Tour 2013».
28 июня 2013 года вышел новый сингл под кураторством Бакстера — Baxxter, Simon & DDY — «Sweater Weather». Сингл записан без участия Рика Джордана — участника группы Scooter. Сингл записан при участии Эйч Пи Бакстера, выступает в качестве продюсера, участника группы Scooter Михаэля Симона и молодого хаус-исполнителя Dirty Disco Youth (Фил Шпайзер, впоследствии стал новым участником Scooter). Вокал в треке принадлежит певице Jaye Marshall, которая уже записывала вокальные партии для Scooter в альбоме 2012 года в ряде песен, в том числе и для хита 4 A.M. На данную композицию в Калифорнии снят видеоклип, без участия самих музыкантов.

## Личная жизнь

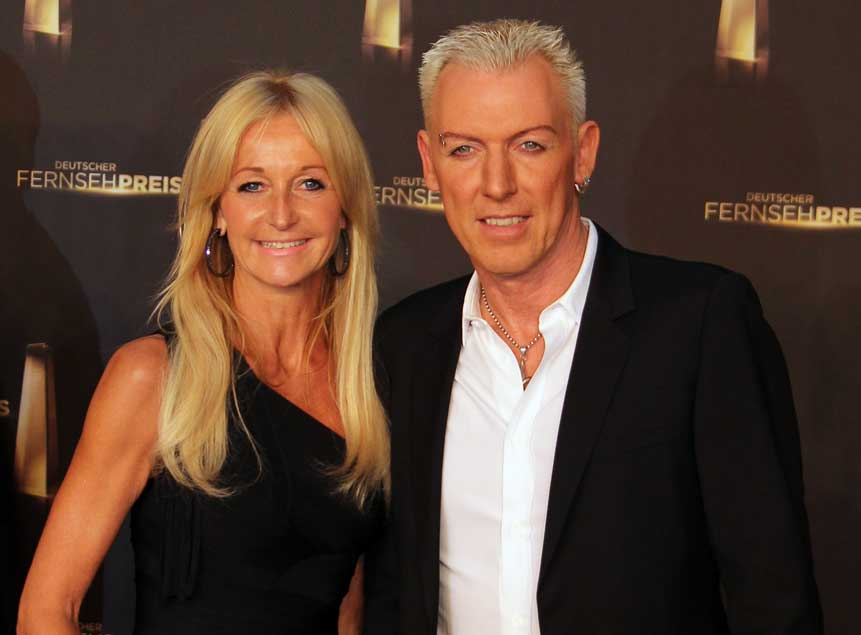
Эйч Пи Бакстер с Николой Янкзо в 2012 году.

В 1998 году Бакстер женился на Кэти, встречаясь с ней ещё до образования группы Scooter, развёлся с ней в начале 2000-х. В 2003 году на съёмках клипа «Maria (I like It Loud)» Бакстер познакомился с фотомоделью Симон Мостерт, сыграли свадьбу в замке Tremsbüttel в 2006 году. С 2011 по 2015 год встречался с Николой Янкзо. С августа 2015 по май 2016 года встречался с россиянкой Елизаветой Левен. С 2016 года встречается со студенткой-архитектором (на момент знакомства ей было 26 лет) Лизанн.
В 2024 году женился на своей партнëрше Саре Бахш. В настоящий момент пара готовится к рождению ребёнка.

### Факты
В 1997 году вместе с партнёрами по группе Риком Джорданом и Феррисом Бюллером снялся в 20 эпизоде 2 сезона популярного в Германии сериала «Спецотряд „Кобра 11“».
С 2012 года является членом жюри немецкого шоу музыкальных талантов «X-Factor».
В 2013 году Эйч Пи Бакстер стал лицом Media Markt в России и принял участие в новой рекламной кампании.
В 2013 году Эйч Пи Бакстер стал лицом СТС в России и принял участие в новой рекламной кампании.

## Дискография
Аудиокнига
- 2004. H. P. Baxxter — liest Erzählungen von Thomas Bernhard

H. P. Baxxter Intros
2005 The Disco Boys 5
CD1
- 01. The Disco Boys Intro — by H. P. Baxxter (0:30)

2005 Flashdance & Mixwell
- 01. Van Hallen & H. P. Baxxter — Intro (1:06)

H. P. Baxxter Song
2007 VA — 80’s Flashback
8. Eisbar (Harris & H. P. Baxxter) 3:28
Ina’s Night (программa Ночь Инны 2010)
- White Wedding (Live) H. P. Baxxter (3:32)

Jan Delay & Disco No.1 - Hamburg brennt!!
12. Raveheart (feat. H. P. Baxxter) 4:55
Hyssteria / Hysteria (H. P. Baxxter. Rick J. Jordan)
1993 VA - Electronic Dance Experience vol.1
4. Hyssteria - The Flood (4:06)
1994 VA - Tekkno Zone
12. Hysteria - The Flood (5:04)
2020 FiNCH ASOZiAL ñ Finchi's Love Tape
5. Scootermann (Бэк-вокал – H. P. Baxxter) 3:14
2013
How Much Is The Fish? (Media Markt Version) 1:38
Синглы
 Сингл «Who The Fuck Is H. P. Baxxter?» (25.01.13)
- 01. Who The Fuck Is H. P. Baxxter? (3:07)
- 02. Who The Fuck Is H. P. Baxxter? (Extended) 5:14

 Baxxter, Simon & DDY — Sweater Weather (28.06.2013)
- 01. Sweater Weather (Extended Mix) 4:29
- 02. Sweater Weather (Radio Edit) 3:24
- 03. Sweater Weather (Club Mix) 4:29
- 04. Sweater Weather (Club Edit) 3:24

Продюсер HP Baxxter
2012 Melissa Heiduk - Send Me An Angel (2-tracks CDM)